# Don Juanism
Don Juanism sau sindromul Don Juan este un termen non-clinic pentru dorința, la un bărbat, de a face sex cu multe partenere feminine diferite. Numele derivă din Don Juan al operei și ficțiunii. Termenul de satirie este uneori folosit ca sinonim pentru Don Juanism. Termenul a mai fost denumit echivalentul masculin al nimfomaniei la femei. [1] Acești termeni nu se mai aplică cu exactitate ca categorii psihologice sau legale de tulburare psihologică. [1]